# 蓋布哈茨貝格山

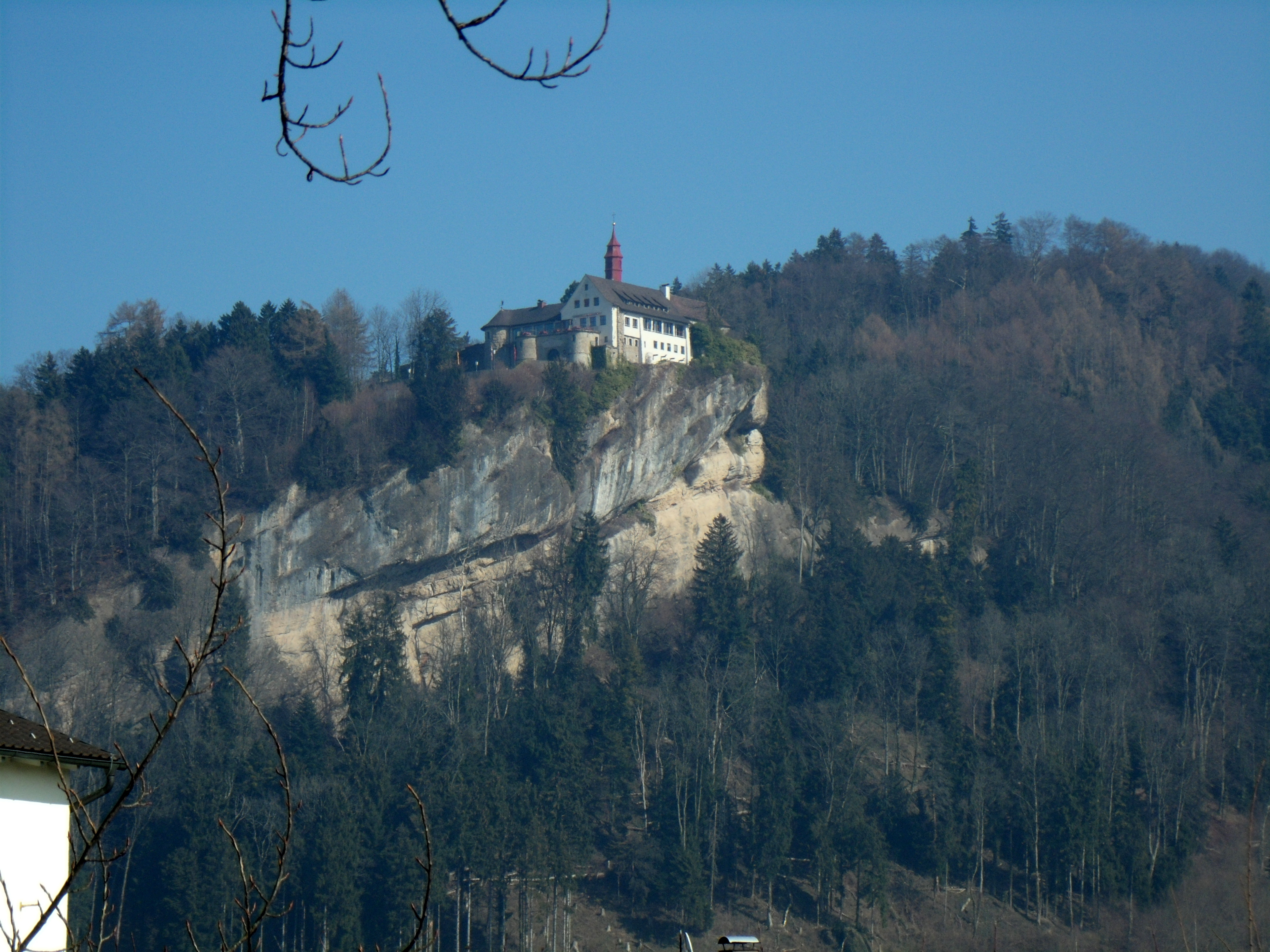

47°29′25″N 9°44′54″E / 47.49028°N 9.74833°E
蓋布哈茨貝格山（德語：Gebhardsberg），是奧地利的山峰，位於該國西部，由福拉爾貝格州負責管轄，屬於阿爾高阿爾卑斯山脈的一部分，距離普芬德山0.1公里，海拔高度598米。